# Reiterdenkmal (Hawick)

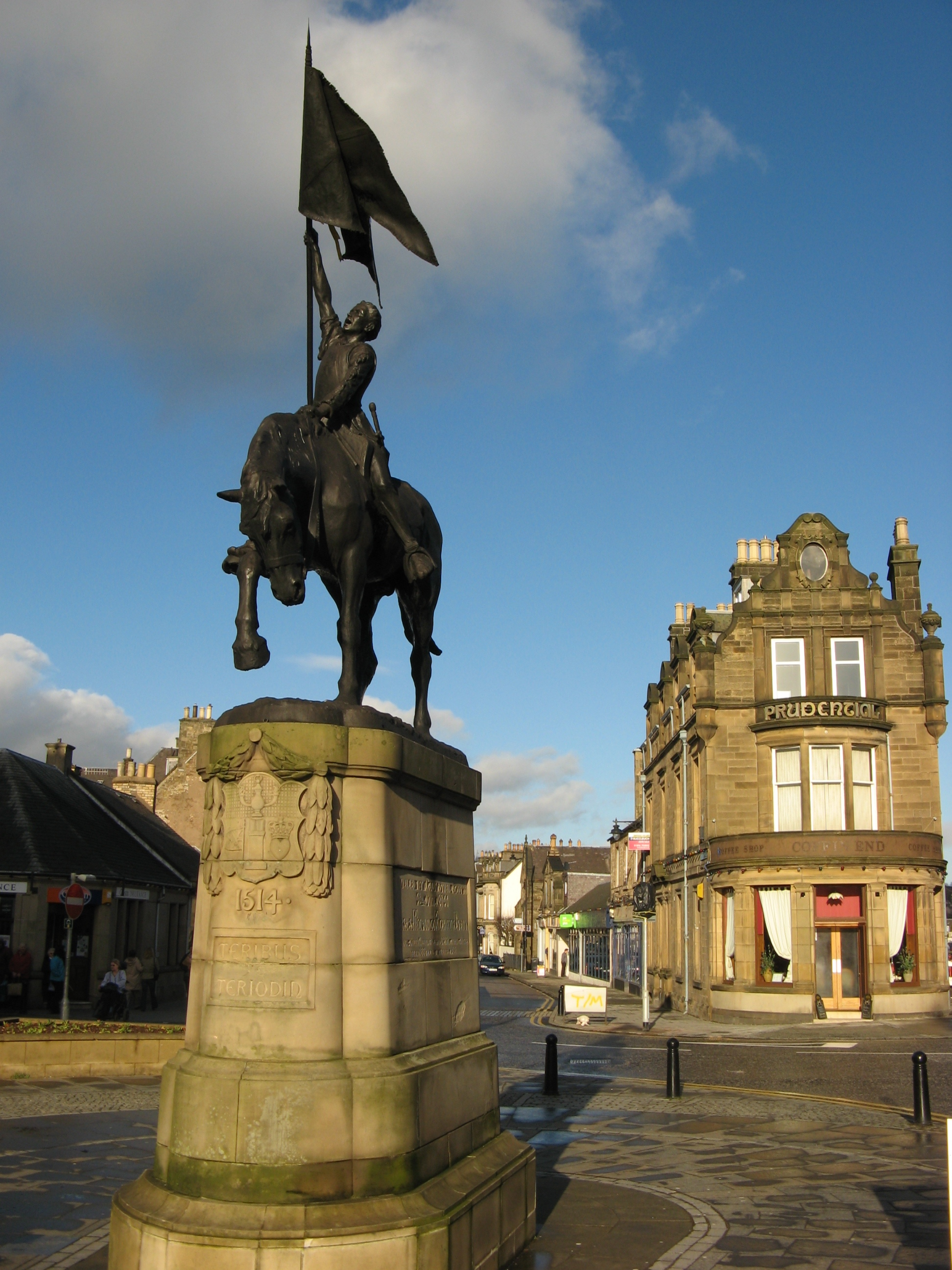
Reiterdenkmal von Hawick

Das Reiterdenkmal von Hawick ist ein Denkmal in der schottischen Kleinstadt Hawick in der Council Area Scottish Borders. 1971 wurde das Bauwerk in die schottischen Denkmallisten in der höchsten Denkmalkategorie A aufgenommen.

## Geschichte
Im Jahre 1514 zogen junge Männer aus Hawick aus, um eine englische Truppe unter Lord Dacre zu stellen. Siegreich kehrten sie aus dem Gefecht am zwei Kilometer entfernten Hornshole in die Stadt zurück und präsentierten die erbeutete englische Flagge. Seit 1923 wird jährlich ein als Common Riding bezeichnetes Fest abgehalten, bei dem in einer Prozession den Ereignissen gedacht wird. Bei dieser umrundet ein Standartenführer auf einem reich geschmückten Pferd das Stadtgrün.

## Beschreibung
Für das Denkmal wurden Spenden in Höhe von 1440 £ gesammelt. Die erhofften 1514 £ wurden nicht erzielt. Den Entwurf für das Denkmal zum Gedenken an das gewonnene Gefecht lieferte William Francis Beattie. Dieser begann mit den Arbeiten, wurde jedoch als Artillerist im Ersten Weltkrieg eingesetzt und fiel im Oktober 1918. Sein Vater Thomas Beattie vollendete das Denkmal bis 1921. Die feierliche Enthüllung übernahm Lady Sybil Scott, Tochter von John Montagu-Douglas-Scott, 7. Duke of Buccleuch. Im Zuge einer Straßenverlegung wurde das Denkmal 2003 wenige Meter versetzt, was zu Protesten der Einwohner Hawicks führte.
Die Statue zeigt einen Reiter mit einer Standarte mit wehender Flagge in seiner rechten Hand. Das rechte Bein des Pferdes ist erhoben; sein Kopf ist gesenkt. Eine Seite des Sockels zeigt die Inschrift „ERECTED TO COMMEMORATE THE RETURN OF THE HAWICK CALLANTS FROM HORNSHOLE IN 1514, WHEN AFTER THE BATTLE OF FLODDEN THEY ROUTED THE ENGLISH MARAUDERS AND CAPTURED THEIR FLAG.“ Die Vorderseite des Sockels zeigt neben dem Stadtwappen und der Jahresangabe 1514 die Inschrift „TERIBUS YE TERIODIN“.